# Ein mörderischer Plan
Ein mörderischer Plan ist ein Thriller des Regisseurs Matti Geschonneck aus dem Jahr 2000. In der Hauptrolle verkörpert Iris Berben die Psychologin Luisa.

## Handlung
Luisa ist sehr wohl in der Lage, anderen bei psychologischen Problemen zu helfen, bei sich selbst fühlt sie sich dazu jedoch außerstande. Als sie erkennt, dass ihr eigener Zustand immer labiler wird, beschließt sie, in ihrer Heimat in Ostfriesland, genauer, auf einer der Ostfriesischen Inseln, Ruhe und Erholung zu finden. Leider funktioniert das nicht, denn als sie dort ihre ehemalige Liebe Robert trifft, werden schlimme Erinnerungen in ihr wach.
Im weiteren Verlauf der Handlung wird ein Ehepaar auf der Insel umgebracht. Dessen Sohn Mark ist mit seinen Nerven am Ende. Das Unglück, dass er beide Eltern durch den Mord verloren hat, verschlimmert sich noch zusätzlich, als der Verdacht im Raum steht, dass zwei seiner besten Freunde unter dringendem Tatverdacht stehen: Reini und Alex. Als sei die Lage nicht schon kompliziert genug, sind die beiden auch noch die Söhne von Luisas ehemaliger Liebe Robert.
Als Luisa erkennt, dass Mark sich möglicherweise das Leben nehmen will, nimmt sie sich seiner an und beginnt, erste Gespräche mit ihm zu führen, um ihm aus seiner traurigen Situation herauszuhelfen. Sie ahnt jedoch, welches grausame Geheimnis er vor ihr verbirgt und versucht Erkundigungen bei seinem bisherigen Therapeuten einzuziehen. Luisa vermutet, dass Mark einen erweiterten Suizid geplant hatte, der fehlgeschlagen ist. Sollte er dies wiederholen, ist nun auch Luisa in Gefahr, da sie ihm nahe steht. Als Alex versucht Mark zu erpressen, weil er genau weiß, dass dieser seine Eltern auf dem Gewissen hat, bringt Mark auch Alex um. Nachdem er es aber nicht fertig bringt sich selbst zu töten, will er Luisa dazu bringen, dies für ihn zu tun. Sie weigert sich jedoch und nur Roberts beherztes Eingreifen erfüllt letztendlich Marks Wunsch zu sterben. Luisa verlässt die Insel mit der Erkenntnis, dass ihre psychologischen Fähigkeiten Grenzen haben und sie in diesem Fall nicht hatte helfen können.

## Produktionsnotizen
Der Film hatte seine Uraufführung am 30. September 2000 beim Filmfest Hamburg. Die TV-Erstsendung war am 24. Januar 2001 in der ARD.

## Kritiken
„Sensibel gespielter Seelenkrimi mit Stars“

„In der Hauptrolle überzeugt Iris Berben, Frank Giering spielt den jungen Mark mit einer selten erlebten Intensität. Hervorragend auch die Kameraarbeit von Bruno Blahacek.“